# Bartender's Blues
Bartender's Blues è un album in studio del cantante statunitense George Jones, pubblicato nel 1978.

## Tracce
1. Bartender's Blues (James Taylor) – 3:47
2. I'll Just Take It Out in Love (Bob McDill) – 3:12
3. If You Loved a Liar (You'd Hug My Neck) (Earl Montgomery, George Jones) – 2:24
4. Ain't Your Memory Got No Pride at All (Red Lane, Boyce Porter, Bucky Jones) – 2:37
5. I Gave It All Up for You (Earl Montgomery, Terry Skinner) – 2:21
6. I Don't Want No Stranger Sleepin' in My Bed (George Jones, "Wild" Bill Emerson) – 2:58
7. I Ain't Got No Business Doin' Business Today (Danny Morrison, Johnny Slate) – 2:54
8. Leaving Love All Over the Place (Lathan Hudson) – 2:53
9. (When Your Phone Don't Ring) It'll Be Me (Hank Cochran, Glenn Martin) – 2:27
10. Julianne (Roger Bowling, "Wild" Bill Emerson) – 2:39